# ミニ番組
ミニ番組（ミニばんぐみ）は、テレビ局やラジオ局などで放送される放送時間15分以内（通常3〜10分程度）の番組のことを指す。ミニ枠（ミニわく）ともいう。

## 概要
多くは毎時54分または55分など、短い時間帯に数分間放送される。天気予報やスポットニュース、暮らしの情報が中心。2つの1時間程度の番組の間に挿入される例が多い。
ラジオ全盛期の1950年代には15分・30分単位で番組が編成されることが多かったことから、放送時間15分以下のものがミニ番組と呼ばれている。
またこの名残からラジオではいまだにミニ番組が多数放送されており、放送時間が流動的なフロート番組や、ワイド番組の一コーナー（インフォマーシャル）のような番組も存在する。
ビデオリサーチ社の週刊視聴率ランキング や「テレビ視聴率季報」は15分以上の番組に限られるため、このような番組はその掲載対象外となる。
民間放送では一社提供となる番組が多く、タイムCMが適用されるため放送局側には貴重な収入源となる側面もある。特に地域別放送の地上波よりも、全国放送のBSデジタル放送の方が一社提供ミニ番組の比率が非常に高く、規制上、酒造会社に関しては、ミニ番組しか単独で提供することができない。
スポンサーにとっても、長時間の番組に提供するよりも割安で、番組内容も企業イメージに直接結び付けやすい。CM枠（ステーションブレイク）を増やす目的もあり、一定数の枠が確保されてきたが、近年はゴールデンタイムを中心に、視聴率確保の目的でフライングスタートや、ステーションブレイクを放送しない例も増えており、その余波でミニ番組もゆるやかに減少の傾向にある。
大きな事件や災害などが発生した場合は、番組を休止しニュースに切り替えることがある。また、普段の編成と異なり長時間の特番が放送される場合は、基本的に放送時間を数時間単位で変更するか、放送枠が確保できずに休止となるかのどちらかとなる。
全国ネットとなる例は少数派で、多くはローカル編成となっている。
なおNHKは広告放送がないので、かえって手間がかかり増やす意義はあまりないが、長時間番組のPR番組を中心に、インターミッションとして挿入されている。

## 種類
- 情報番組（生活情報番組・健康情報番組など）
スポンサーの商品・サービスに直結した内容となっていることが多い（特に一社提供）。
企業・団体のイメージアップ、疾病予防・介護予防などの啓発、農業・漁業情報（市況・気象情報など）の提供を目的とした、宣伝色の薄い番組もある。
- 音楽番組
放送枠を埋めるための穴埋め番組として編成されるものや、スポンサーの音楽ソフト製造会社から発売された新曲を宣伝することを目的とした番組がある。
- 通信販売
  - テレビショッピング
ワイドショーの一コーナーとして、同一スタジオの一角で生コマーシャルの形態で行われていたものもあった。
  - ラジオショッピング
ワイド番組のパーソナリティと販売員との掛け合いが名物となっている番組もあり、ワイド番組の一コーナーと区別がつきづらい。
- 番宣番組
番組そのものが放送局のPRとなるため、通常は番宣、放送局の主催・共催イベント、放送局の関連会社（住宅展示場など）以外のCMは放送されない。
  - 別の番組の前後枠で放送される番宣番組・おまけ番組
ドラマでは、最終回の前枠で前回までのあらすじを紹介する宣伝番組（通称 前煽り）が編成されることがある。
大河ドラマの後枠では、今回出てきた人物・地域を紹介する教養番組が編成されている（番組表では大河ドラマに内包）。
ラジオのスポーツ中継では、放送時間の調整を目的として放送枠の残り時間に応じて、試合を振り返る番組・スポットニュース・音楽番組などを編成する。テレビのスポーツ中継の場合は、スポットニュース・天気予報と番宣CMを編成する。
- 広報番組
放送局の主催・協賛イベントや放送番組審議会の内容を紹介する広報番組以外にも、国の行政機関や地方自治体の広報番組もある。
- スポットニュース・天気予報・交通情報
これらがセットで放送されるものも多いが、分離させて別々にスポンサーがつく場合もある。
- ショートアニメ・ミニドラマ
CM枠を増す目的と、放送局のイメージアップを兼ねている。グッズ化・映像ソフト化して、放送外収入の足しにすることもある。2020年代以降はワイド番組のコーナーとして放送される機会が多くなった。